# Mighty Servant

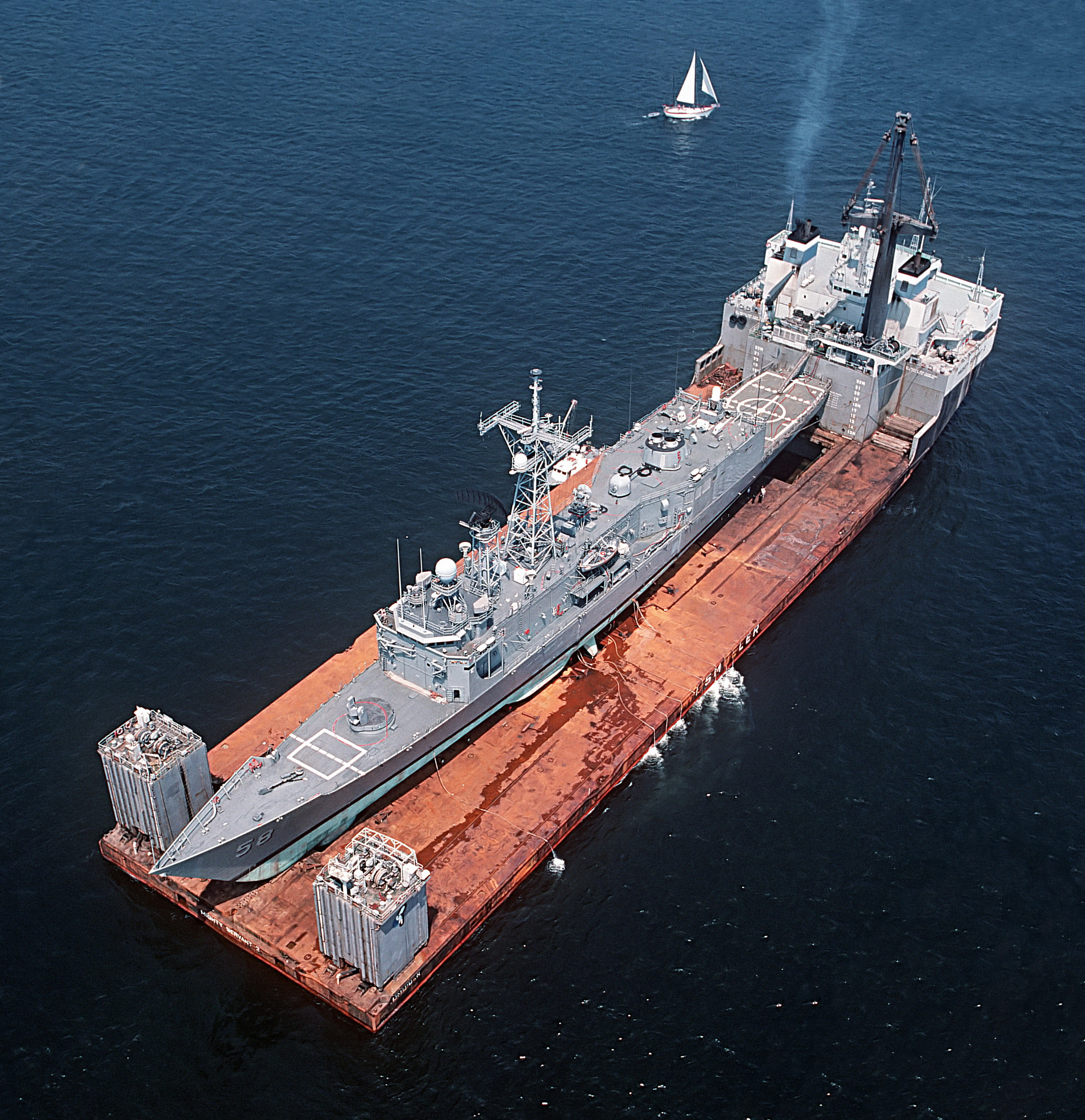
Die Mighty Servant 2 mit der Oliver-Hazard-Perry-Fregatte Samuel B. Roberts (1988)

Mighty Servant ist die Bezeichnung von Schwerlast-Schiffen, die speziell für den Transport von extrem schweren und sperrigen Objekten wie beispielsweise Ölplattformen eingesetzt werden. Nach ihrem konstruktiven Aufbau und ihrer Funktionsweise werden diese Schiffe als Halbtaucherschiff bezeichnet.
Das Besondere an den Schiffen ist die Fähigkeit, durch Absenken des gesamten Schiffes die Ladefläche unter die Wasseroberfläche abzusenken, so dass die zu transportierende Ladung eingeschwommen bzw. durch Schlepper auf das Deck gezogen werden kann. Das Positionieren und Austarieren der Ladung ist dabei ein riskantes Manöver. Durch minimale Fehler kann das gesamte Schiff samt Ladung kentern und sinken.
Die drei bislang gebauten Schiffe (Mighty Servant 1, Mighty Servant 2 und Mighty Servant 3) wurden für die niederländische Reederei Wijsmuller Transport gefertigt, die 1993 mit Dock Express Shipping zum niederländischen Unternehmen Dockwise fusionierte.

## Einzelheiten
Die Mighty Servant 1 ist 190,93 Meter lang und 50 Meter breit. Ihr Tiefgang beträgt maximal 9,32 Meter. Die Tragfähigkeit des Schiffes, das sich auf eine Tiefe von bis zu 26 Metern absenken kann, beträgt 45.407 Tonnen. Die Geschwindigkeit des Schiffes beträgt maximal 14 Knoten. Das Schiff fährt unter der Flagge der Niederländischen Antillen (Rufzeichen: PJVZ, IMO-Nr. 8130875).
Die Mighty Servant 2 fuhr bis zu ihrem Untergang unter der Flagge der Niederländischen Antillen (Rufzeichen: PJPS, IMO-Nr. 8130887).
Die Mighty Servant 3 ist 180,5 Meter lang und 40 Meter breit. Ihr Tiefgang beträgt maximal 9,51 Meter. Die Tragfähigkeit des Schiffes, das sich auf eine Tiefe von bis zu 22 Metern absenken kann, beträgt 27.720 Tonnen. Die Geschwindigkeit des Schiffes beträgt maximal 15 Knoten. Das Schiff fährt unter der Flagge der Niederländischen Antillen (Rufzeichen: PJWM, IMO-Nr. 8130899).

## Bekannte Projekte
In den USA wurde die Baureihe vor allem durch den Transport der US-Navy-Fregatte Samuel B. Roberts bekannt: Im Juli 1988 wurde die Fregatte durch eine Mine im persischen Golf schwer beschädigt. Es wurde entschieden, die Samuel B. Roberts bei Bath Iron Works zu reparieren. Die Mighty Servant 2 lud das Kriegsschiff dafür in einem zwölfstündigen Manöver auf und transportierte es über 8000 Meilen in einen US-amerikanischen Hafen.

## Unfälle
Am 2. November 1999 kenterte die Mighty Servant 2 mit knapp 9000 Tonnen schwerer Hochseegeräte-Ladung in der Nähe der indonesischen Insel Singkep und sank, als sie bei ruhiger See vermutlich an einer unkartierten, alleinstehenden Untiefe auf Grund lief. Bei dem Unglück kamen fünf Seeleute ums Leben.
Am 6. Dezember 2006 ereilte dieses Schicksal auch das Schiff Mighty Servant 3, als es nach dem Entladen einer Bohrplattform vor der Küste von Angola Schlagseite entwickelte und kurze Zeit später im dort 62 m tiefen Meer sank. Dabei kam es nicht zu Personenschäden, die Besatzung konnte von Schiffen in der Nähe aufgenommen werden. Die Mighty Servant 3 wurde mittels Schwimmkranen von Smit Internationale geborgen, dann repariert und wird wieder eingesetzt.